# Jerzy Kraska
Jerzy Adam Kraska (24 dicembre 1951) è un ex calciatore polacco, di ruolo difensore.

## Carriera
Con la Nazionale polacca ha vinto i Giochi olimpici 1972.